# ポッジョ・ルスコ
ポッジョ・ルスコ（伊: Poggio Rusco）は、イタリア共和国ロンバルディア州マントヴァ県にある、人口約6,400人の基礎自治体（コムーネ）。

## 地理

### 位置・広がり

#### 隣接コムーネ
隣接するコムーネは以下の通り。括弧内のMOはモデナ県所属を示す。
- マニャカヴァッロ
- ミランドラ (MO)
- サン・ジョヴァンニ・デル・ドッソ
- セルミデ・エ・フェローニカ (セルミデ)
- ボルゴ・マントヴァーノ

### 気候分類・地震分類
気候分類では、zona E, 2355 GGに分類される。
また、イタリアの地震リスク階級 (it) では、zona 3 (sismicità bassa) に分類される。

## 行政

### 分離集落
ポッジョ・ルスコには、以下の分離集落（フラツィオーネ）がある。
- Dragoncello, Quattrocase, Segonda, Stoppiaro

## 姉妹都市
- コンデ＝シュル＝ノワロー、フランス 1999年